# Wilhelm Stieber
Pour les articles homonymes, voir Stieber.
Wilhelm Johann Carl Eduard Stieber, né le 3 mai 1818 à Mersebourg et mort le 29 janvier 1882  à Berlin, est le maitre espion du chancelier Bismarck et le directeur du Central-Nachrichten-Büreau.
Stieber était un agent de surveillance intérieure et un agent de renseignements extérieurs.
Son père le destine aux fonctions de pasteur mais Stieber s'oriente vers le droit criminel. Il eut d'abord une carrière policière classique puis commença à lutter contre les « communistes » de l'époque et se vanta d'avoir obtenu de Karl Marx la liste de ses correspondants allemands. Le roi Frédéric-Guillaume IV puis Bismarck favorisèrent sa carrière. Il fut brièvement incarcéré pour ses actions illégales. Il parait assurer des missions de police politique pour le compte du gouvernement tsariste notamment contre les polonais.
Parallèlement il devient un personnage central mais occulte de l'expansion prussienne et il sut s'appuyer sur l' Agence Wolff. Dans ses Mémoires il indique avoir fait imprimer, sur ordre du chancelier, de la fausse monnaie autrichienne pour financer l'espionnage de ce pays. Après avoir mis en place le réseau d'espionnage contre l'Autriche-Hongrie puis contre la France. Il fut également responsable de la sûreté en campagne du roi Guillaume Ier, du chancelier et du Quartier général. Il est chef de la geheime Feldpolizei qui avait pour mission de protéger les plus hautes autorités impériales au sein du grand quartier général allemand mais aussi de pratiquer le contre-espionnage et le recrutement d’agents à l’étranger.
C'est Stieber qui aurait fait de Lucie von Kaulla la manipulatrice du général de Cissey, ministre français de la Guerre en 1874-1875. Son amant négligent, qui laissait trainer des documents secrets, du démissionner.
Ses mémoires, bien que non destinées à la publication, doivent être consultées avec précaution.